# Tragiscoschema elegantissimum
Tragiscoschema elegantissimum es una especie de escarabajo longicornio del género Tragiscoschema, tribu Tragocephalini, orden Coleoptera. Fue descrita científicamente por Breuning en 1934.
El período de vuelo ocurre durante los meses de junio, julio, noviembre y diciembre.

## Descripción
Mide 9-11 milímetros de longitud.

## Distribución
Se distribuye por Kenia y Tanzania (Zanzíbar).